# Dasyblatta thaumasia
Dasyblatta thaumasia är en kackerlacksart som beskrevs av Morgan Hebard 1921. Dasyblatta thaumasia ingår i släktet Dasyblatta och familjen småkackerlackor. Inga underarter finns listade i Catalogue of Life.